# 全職高手

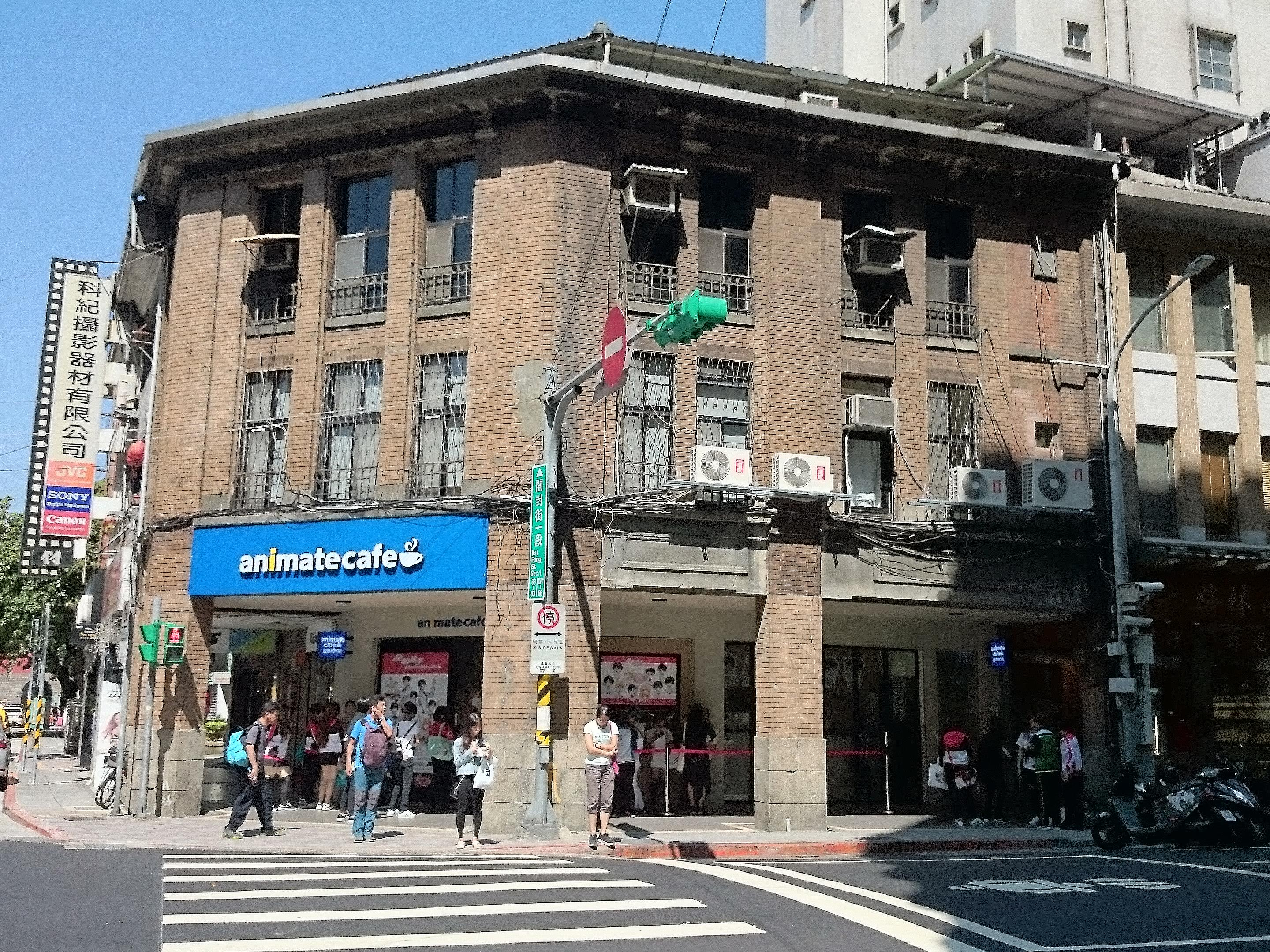
Animate cafe台北北門店，《全職高手》咖啡廳活動期間。

《全職高手》是作家蝴蝶藍在起點中文網創作關於網絡遊戲競技的小說。2011年2月28日在起點中文網展開連載，在2014年4月30日全書完結，全一千七百二十八章。獲得超过2300萬點擊量和9.4/10的好評指數。
2016年9月，《全職高手》入選中國網絡小說排行榜半年榜，居已完結作品第4位，虛擬網游與現實競技雙線互動的表層敘述結構被視為最大亮點。
2017年4月 《全職高手》第一季動畫播出，動畫由視美精典製作，播出平台由騰訊視頻負責，騰訊影視擁有網路播出權。
而《全職高手》相關版權現為起點中文網所屬閱文集團所有，相關衍生產品授權開發。

## 故事简介
「如果喜歡，就把這一切當作是榮耀，而不是炫耀。」
榮耀，一款擁有職業聯盟賽事的線上遊戲。曾替嘉世戰隊奪下三連冠、被譽為「榮耀教科書」的頂尖高手——葉修，因為種種原因遭到俱樂部的驅逐，被迫宣布退役，其創造的神級角色「鬥神一葉之秋」也被留下，交給新來的隊長使用。
離開職業圈的他寄身於一家網吧成了一個小小的網管，擁有十年遊戲經驗的他，帶著對往昔的回憶，在榮耀新開的第十區重新投入了遊戲，以全新的角色「君莫笑」和一把已故好友未完成的自製武器「千機傘」，開始了重返巔峰之路。
蝴蝶藍著

## 發行
2011年7月1日首次由信昌出版社出版繁體中文版，2012年1月6日第十五冊全明星賽完結，現已絕版。
2012年4月1日簡體版由長江少年兒童出版社（原湖北少年兒童出版社）出版第一冊，上市20天已發售一空，並緊急加印 ；簡體實體書共24冊。
2014年8月7日由知翎文化出版社再次出版繁体實體書，由八望插画，共26冊。
2015年7月由天闻角川发行、云南美术出版社出版简体版番外集《巅峰荣耀》，收录5篇原有番外和2篇新增番外。
2015年12月24日至2016年4月25日由libre出版了日文版四册。
2016年2月18日知翎文化出版番外集繁体版《巔峰榮耀TOP GLORY》，收录7篇原有番外和3篇新增番外。
2016年6月由天闻角川发行、羊城晚報出版社出版簡體中文典藏版，新增封面、书脊及内文插画，由猫树绘制，预计每月1册共18冊。
2016年10月知翎版由暹罗图书国际翻译为泰文版，出版进度2月1册。
| 卷數 | 信昌出版社 | 信昌出版社     | 信昌出版社             | 長江少年兒童出版社 | 長江少年兒童出版社 | 長江少年兒童出版社     | 知翎文化出版社         | 知翎文化出版社 | 知翎文化出版社         | 知翎文化出版社   |
| 卷數 | 副標題     | 發售日期       | ISBN                   | 副標題             | 發售日期           | ISBN                   | 副標題                 | 發售日期       | ISBN                   | 封面人物         |
| ---- | ---------- | -------------- | ---------------------- | ------------------ | ------------------ | ---------------------- | ---------------------- | -------------- | ---------------------- | ---------------- |
| 1    | 不適用     | 2011年7月1日   | ISBN 471-378-089-189-3 | 放逐鬥神           | 2012年4月1日       | ISBN 978-753-536-287-2 | 被驅逐的高手           | 2014年8月7日   | ISBN 978-986-578-262-7 | 葉修、君莫笑     |
| 2    | 不適用     | 2011年7月1日   | ISBN 471-378-089-190-9 | 千機初芒           | 2012年5月1日       | ISBN 978-753-536-657-3 | 真正的散人             | 2014年8月7日   | ISBN 978-986-578-263-4 | 黃少天、夜雨聲煩 |
| 3    | 不適用     | 2011年7月25日  | ISBN 471-378-089-259-3 | 副本風雲           | 2012年6月1日       | ISBN 978-753-537-102-7 | 不簡單的新人           | 2014年9月10日  | ISBN 978-986-578-264-1 | 喻文州、索克薩爾 |
| 4    | 不適用     | 2011年8月8日   | ISBN 471-378-089-287-6 | 滿城追殺           | 2012年8月1日       | ISBN 978-753-537-328-1 | 高手的技術含量         | 2014年10月8日  | ISBN 978-986-578-265-8 | 蘇沐橙、沐雨橙風 |
| 5    | 不適用     | 2011年8月22日  | ISBN 471-378-089-326-2 | 王牌對決           | 2012年10月1日      | ISBN 978-753-537-641-1 | 全明星賽               | 2014年11月19日 | ISBN 978-986-578-266-5 | 唐柔、寒煙柔     |
| 6    | 不適用     | 2011年9月3日   | ISBN 471-378-089-327-9 | 神之領域           | 2013年1月1日       | ISBN 978-753-537-962-7 | 我才是葉秋             | 2014年12月9日  | ISBN 978-986-578-267-2 | 許博遠、藍河     |
| 7    | 不適用     | 2011年9月19日  | ISBN 471-378-089-367-5 | 毀人不倦           | 2013年4月1日       | ISBN 978-753-538-282-5 | 毀人不倦               | 2015年1月10日  | ISBN 978-986-578-268-9 | 莫凡、毀人不倦   |
| 8    | 不適用     | 2011年10月1日  | ISBN 471-378-089-439-9 | 賞金獵人           | 2013年6月1日       | ISBN 978-753-538-580-2 | 遠古大神               | 2015年2月7日   | ISBN 978-986-578-269-6 | 魏琛、迎風布陣   |
| 9    | 不適用     | 2011年10月17日 | ISBN 471-378-089-482-5 | 草根戰隊           | 2013年7月1日       | ISBN 978-753-539-027-1 | 興欣戰隊集合           | 2015年3月3日   | ISBN 978-986-578-270-2 | 包榮興、包子入侵 |
| 10   | 不適用     | 2011年10月31日 | ISBN 471-378-089-483-2 | 四會聯盟           | 2013年12月31日     | ISBN 978-753-539-610-5 | 季後賽                 | 2015年4月8日   | ISBN 978-986-578-271-9 | 羅輯、昧光       |
| 11   | 殺滅信心   | 2011年11月14日 | ISBN 471-378-089-505-1 | 門票戰爭           | 2014年4月1日       | ISBN 978-753-537-068-6 | 黃金一代               | 2015年5月5日   | ISBN 978-986-562-517-7 | 肖時欽、生靈滅   |
| 12   | 攻略商人   | 2011年11月28日 | ISBN 471-378-089-545-7 | 步步驚心           | 2014年5月1日       | ISBN 978-755-600-499-7 | 激鬥的年輕人           | 2015年5月14日  | ISBN 978-986-562-518-4 | 盧瀚文、流雲     |
| 13   | 聖誕活動   | 2011年12月12日 | ISBN 471-378-089-554-9 | 聖誕之戰           | 2014年6月1日       | ISBN 978-755-600-601-4 | 趁火打劫去             | 2015年6月3日   | ISBN 978-986-562-519-1 | 喬一帆、一寸灰   |
| 14   | 明星週末   | 2011年12月23日 | ISBN 471-378-089-588-4 | 線下風雲           | 2014年8月1日       | ISBN 978-755-600-781-3 | 新科全明星             | 2015年6月17日  | ISBN 978-986-562-558-0 | 王希、王不留行   |
| 15   | 王者歸來   | 2012年1月6日   | ISBN 471-378-089-619-5 | 決戰嘉世           | 2014年9月1日       | ISBN 978-755-601-165-0 | 繁花血景               | 2015年7月4日   | ISBN 978-986-562-521-4 | 張佳樂、百花撩亂 |
| 16   | 不適用     | 不適用         | 不適用                 | 第十賽季           | 2014年11月1日      | ISBN 978-755-601-509-2 | 我回來了               | 2015年7月16日  | ISBN 978-986-562-522-1 | 孫哲平、再睡一夏 |
| 17   | 不適用     | 不適用         | 不適用                 | 新的征程           | 2014年12月1日      | ISBN 978-755-601-739-3 | 無法忽視的夏天         | 2015年8月5日   | ISBN 978-986-562-523-8 | 方銳、海無量     |
| 18   | 不適用     | 不適用         | 不適用                 | 十年榮耀           | 2015年1月1日       | ISBN 978-755-601-937-3 | 史上最強新隊           | 2015年8月8日   | ISBN 978-986-562-524-5 | 韓文清、大漠孤煙 |
| 19   | 不適用     | 不適用         | 不適用                 | 八強之爭           | 2015年4月1日       | ISBN 978-755-602-463-6 | 老將的勝利方式         | 2015年9月4日   | ISBN 978-986-562-525-2 | 張新、石不轉     |
| 20   | 不適用     | 不適用         | 不適用                 | 藍雨之役           | 2015年6月1日       | ISBN 978-755-602-882-5 | 超水準失誤和超水準發揮 | 2015年9月12日  | ISBN 978-986-562-526-9 | 林敬言、冷暗雷   |
| 21   | 不適用     | 不適用         | 不適用                 | 雙殺晉級           | 2015年10月1日      | ISBN 978-755-603-403-1 | 三十七連勝             | 2015年10月3日  | ISBN 978-986-562-549-8 | 高英、木恩       |
| 22   | 不適用     | 不適用         | 不適用                 | 老將新兵           | 2015年12月1日      | ISBN 978-755-603-583-0 | 猥瑣的態度             | 2015年10月8日  | ISBN 978-986-562-550-4 | 鄭軒、槍淋彈雨   |
| 23   | 不適用     | 不適用         | 不適用                 | 王者之爭           | 2016年5月1日       | ISBN 978-755-604-546-4 | 十年對手再相遇         | 2015年11月4日  | ISBN 978-986-562-551-1 | 安文逸、小手冰涼 |
| 24   | 不適用     | 不適用         | 不適用                 | 榮耀之巔           | 2016年6月1日       | ISBN 978-755-604-820-5 | 老謀深算的霸圖         | 2015年11月11日 | ISBN 978-986-562-552-8 | 周澤楷、一槍穿雲 |
| 25   | 不適用     | 不適用         | 不適用                 | 不適用             | 不適用             | 不適用                 | 超越常識的存在         | 2015年12月2日  | ISBN 978-986-562-553-5 | 孫翔、一葉之秋   |
| 26   | 不適用     | 不適用         | 不適用                 | 不適用             | 不適用             | 不適用                 | 最強的對手，最好的朋友 | 2015年12月16日 | ISBN 978-986-562-554-2 | 葉修、君莫笑     |

## 改編漫画
2014年9月10日改编彩色漫画登录上海童石旗下《乐漫》杂志（半月刊）第六期，由动漫堂王鹏编绘，第八期刊出第二话后停止连载。
2015年9月10日改编黑白漫画重新在上海童石旗下大角虫漫畫APP上開始連載，由常盘勇者工作室编绘，每周二、周五更新。

## 舞台剧
2015年10月30日，永乐互娱与万好万家旗下电子竞技传媒达成合作，共同推动《全职高手》舞台剧演员选秀活动。
2016年4月启动招募，计划采用漫展海选、导师培训、真人秀比赛的形式，于2017年初还原荣耀全明星。
2017年3月，改为从专业院校选拔，已确认立项，预计于10月至2018年1月期间巡演。7月14日开启海选，包括小说中荣耀联盟第八赛季的全明星阵容、主角叶修及之后兴欣战队的其他成员。10月参展魔都秋日祭，并宣布2018年1月开启全国六十余场的巡演。

## 网络動畫
2015年11月6日，腾讯视频宣布启动“青春国漫剧场”战略，将于2016年始推出《全职高手》等作品。12月31日，公开2016国漫新番收视指南，宣传《全职高手》动画将于2017年初播放。
2016年3月，官方公布动画化决定，确定由视美精典制作，并开启角色人气票选；5-7月举办声优海选。7月7日，分镜花絮在上海CCG EXPO公佈；29日，技术花絮披露；8月19日，動畫宣傳影片正式上線。10月，广州CICF EXPO公开第一集试看、上海蘑菇动漫音乐节发布动画宣传曲《再起荣耀》。11月4日，公布定档2017年4月7日并启动点映会众筹，11-12月片尾绘征集第一期，12月第一集在上海、北京点映。
2017年3-4月，片尾绘征集第二期；3月30日上线发布会确定由阅文集团、企鵝影视、东申影业出品，bilibili联合出品。4月7日動畫正式上线，由騰訊視頻及Bilibili 動畫播放。首播當天騰訊視頻點閱率已過2800萬次，Bilibili 動畫已點閱率超過百萬次。其后腾讯视频也在其YouTube官方频道发布动画的英文字幕版。第一季动画还与麦当劳进行了深度合作，开播前先后推出融入新品的花絮、主题麦乐卡以及杭州主题店，开播后更是在动画中植入品牌及新品广告，并同步在网络、电视、户外等多方渠道铺开了由动画角色代言新品的广告，并推出上海主题店。
2017年7月6日，企鹅影视在动漫年度发布会上宣布OVA（特别篇）定档2018年5月、第二季2019年回归。23日，特别篇OP发布。29日，阅文集团在动漫新品发布会上公开特别篇宣传片，由彩色铅笔动画制作。9月17日，腾讯影业宣布将制作动画大电影，计划2018年开机、2019年上映，并发布宣传片。

### 第一季
主題曲
片頭曲《信仰》
作曲／编曲／混音：孫玉鏡、作詞：熊可、演唱：阿傑
動畫版第一集未使用。
《榮耀再臨》
作曲／編曲／混音：馬卓、作詞：文篤志、演唱：大膽音組
插曲《GLORIA》
作曲/编曲/混音：HeartStrings
吉他：Kevin
各集列表
| 集數     | 標題                           | 劇本           | 分鏡               | 演出        | 作畫監督                                      | 總作畫監督 |
| -------- | ------------------------------ | -------------- | ------------------ | ----------- | --------------------------------------------- | ---------- |
| 第一集   | 葉秋？葉修？                   | 梁莎           | 马晨 笛申琳        | 熊可 劉理菲 | 胡鵬、王婧 彭琳、李樂平                       | 申琳       |
| 第二集   | 網管高手                       | 梁莎           | 马晨 笛申琳        | 熊可 劉理菲 | 胡鵬、王婧 彭琳、李樂平                       | 申琳       |
| 第三集   | 散人就是這麼任性               | 梁莎 劉興 朱珂 | 马晨 笛申琳        | 熊可 劉理菲 | 胡鵬、王婧 彭琳、李樂平                       | 申琳       |
| 第四集   | 野圖BOSS是用來搶的！           | 梁莎 劉興 朱珂 | 马晨 笛申琳        | 熊可 劉理菲 | 胡鵬、王婧 彭琳、李樂平 張真箏、胥卓英 郭雅雯 | 申琳       |
| 第五集   | 一個人的遊戲？                 | 梁莎 劉興 朱珂 | 马晨 笛申琳        | 熊可 劉理菲 | 胡鵬、王婧 彭琳、李樂平 張真箏、胥卓英 郭雅雯 | 申琳       |
| 第六集   | 劍聖                           | 梁莎 劉興 朱珂 | 马晨 笛申琳        | 熊可 劉理菲 | 胡鵬、王婧 彭琳、李樂平 張真箏、胥卓英 郭雅雯 | 申琳       |
| 第七集   | 史上最大BOSS                   | 梁莎 劉興 朱珂 | 马晨 笛申琳        | 熊可 劉理菲 | 胡鵬、王婧 彭琳、李樂平 張真箏、胥卓英 郭雅雯 | 申琳       |
| 第八集   | 年輕的朋友們來相會！           | 梁莎 劉興 朱珂 | 马晨 笛申琳        | 熊可 劉理菲 | 胡鵬、王婧 彭琳、李樂平 張真箏、胥卓英 郭雅雯 | 申琳       |
| 第九集   | 全民公敵                       | 梁莎 劉興 朱珂 | 马晨 笛申琳        | 熊可 劉理菲 | 胡鵬、王婧 彭琳、李樂平 張真箏、胥卓英 郭雅雯 | 申琳       |
| 第十集   | 分析帝 數據黨                  | 梁莎 劉興 朱珂 | 程瓏 蘇曉光 劉理菲 | 熊可 劉理菲 | 胡鵬、王婧 彭琳、李樂平 張真箏、胥卓英 郭雅雯 | 申琳       |
| 第十一集 | 用正確的姿勢告訴你什麼叫做兇殘 | 梁莎 劉興 朱珂 | 程瓏 熊可 劉理菲   | 熊可 劉理菲 | 胡鵬、王婧 彭琳、李樂平 張真箏、胥卓英 郭雅雯 | 申琳       |
| 第十二集 | 十年榮耀 一如既往              | 梁莎 劉興 朱珂 | 程瓏 熊可 劉理菲   | 熊可 劉理菲 | 胡鵬、王婧 彭琳、李樂平 張真箏、胥卓英 郭雅雯 | 申琳       |

### 特别篇
片头曲《再起/Resurgence》
演唱：汪东城 ，作曲：大黑摩季，译词：天韵晓晓
日文版《リベンジ》由大黑摩季演唱，曾在第一季开播时透露片段。7月23日大黑摩季在 Bilibili Macro Link 2017 上演唱，现场也首次展示了特别篇部分片段。该曲收录于9月27日发行的单曲《Lie, Lie, Lie,》中。
各集列表
| 集數   | 標題               | 劇本 | 分鏡                        | 演出          | 作畫監督           |
| ------ | ------------------ | ---- | --------------------------- | ------------- | ------------------ |
| 第一集 | 全明星爭霸賽（上） | N/A  | 張盈盈 左宏鑫 王明月 郭邃亭 | 史涓生 季晨宇 | 李翔 蔣渝峰 季晨宇 |
| 第二集 | 全明星爭霸賽（中） | N/A  | 張盈盈 左宏鑫 王明月 郭邃亭 | 史涓生 季晨宇 | 李翔 蔣渝峰 季晨宇 |
| 第三集 | 全明星爭霸賽（下） | N/A  | 張盈盈 左宏鑫 王明月 郭邃亭 | 史涓生 季晨宇 | 李翔 蔣渝峰 季晨宇 |

### 第二季
片頭曲《荣耀破晓》
演唱：南征北战NZBZ 、作曲/编曲：喜宝Kiho、作词：Firu（石洺千）
動畫版第二季第一集未使用。
片尾曲《Our Glory Road》
演唱：Mario、作曲、编曲：喜宝Kiho、作词：叶甜、喜宝Kiho
插曲《陪我到永远》
演唱：SING女团、作词：张畅、Messa、作曲：胡臻koshin、周富坚、编曲：周富坚
插曲《荣光Glory！！！》
演唱/作曲/编曲：喜宝Kiho、作词：喜宝Kiho、王清影
各集列表
| 集數     | 標題               | 劇本 | 分鏡                                           | 演出                             | 作畫監督                                                  | 總作畫監督    |
| -------- | ------------------ | ---- | ---------------------------------------------- | -------------------------------- | --------------------------------------------------------- | ------------- |
| 第一集   | 重返职业圈的第一步 | 白熊 | 张盈盈 范佳成 邓鹏程 左宏鑫 郭邃亭 陈悦 王明月 | 史涓生 邓志巍 谢钟黎 黄洋 蒋渝峰 | 刘柯利 张雨 冯成 黄洋 李翔 蒋渝峰 王玫 范佳成 谢钟黎 李琪 | 史涓生 刘柯利 |
| 第二集   | 新年快乐           | 白熊 | 张盈盈 范佳成 邓鹏程 左宏鑫 郭邃亭 陈悦 王明月 | 史涓生 邓志巍 谢钟黎 黄洋 蒋渝峰 | 刘柯利 张雨 冯成 黄洋 李翔 蒋渝峰 王玫 范佳成 谢钟黎 李琪 | 史涓生 刘柯利 |
| 第三集   | 神之領域           | 白熊 | 张盈盈 范佳成 邓鹏程 左宏鑫 郭邃亭 陈悦 王明月 | 史涓生 邓志巍 谢钟黎 黄洋 蒋渝峰 | 刘柯利 张雨 冯成 黄洋 李翔 蒋渝峰 王玫 范佳成 谢钟黎 李琪 | 史涓生 刘柯利 |
| 第四集   | 散人快打           | 白熊 | 张盈盈 范佳成 邓鹏程 左宏鑫 郭邃亭 陈悦 王明月 | 史涓生 邓志巍 谢钟黎 黄洋 蒋渝峰 | 刘柯利 张雨 冯成 黄洋 李翔 蒋渝峰 王玫 范佳成 谢钟黎 李琪 | 史涓生 刘柯利 |
| 第五集   | 專業拾荒           | 白熊 | 张盈盈 范佳成 邓鹏程 左宏鑫 郭邃亭 陈悦 王明月 | 史涓生 邓志巍 谢钟黎 黄洋 蒋渝峰 | 刘柯利 张雨 冯成 黄洋 李翔 蒋渝峰 王玫 范佳成 谢钟黎 李琪 | 史涓生 刘柯利 |
| 第六集   | 反面教材           | 白熊 | 张盈盈 范佳成 邓鹏程 左宏鑫 郭邃亭 陈悦 王明月 | 史涓生 邓志巍 谢钟黎 黄洋 蒋渝峰 | 刘柯利 张雨 冯成 黄洋 李翔 蒋渝峰 王玫 范佳成 谢钟黎 李琪 | 史涓生 刘柯利 |
| 第七集   | 嘉世老板           |      |                                                |                                  |                                                           |               |
| 第八集   | 遠古大神           |      |                                                |                                  |                                                           |               |
| 第九集   | 材料風波           |      |                                                |                                  |                                                           |               |
| 第十集   | 冠軍之心           |      |                                                |                                  |                                                           |               |
| 第十一集 | 小手冰涼           |      |                                                |                                  |                                                           |               |
| 第十二集 | 兴欣战队           |      |                                                |                                  |                                                           |               |

## 网络剧
2015年11月6日，企鹅影业宣布将把《全职高手》改编为网络剧。
2016年5月5日，由凤仪传媒和企鹅影业联合出品、灵河制作承制的超级网剧宣布启动5-7月演员海选。
2017年2月26日，柠萌影业新品发布，公开将制作《全职高手》超级网剧并计划于2018年推出第一部；其后放出了概念片。6月12日，企鹅影视电视剧年度发布，公布真人化电视剧男主角杨洋。。
2019年7月24日，《全职高手》於騰訊視頻首播。

## 动画电影
《全职高手之巅峰荣耀》于2019年8月16日上映。

## 手游
由上海童石和北京飞流联合出品，兼具卡牌养成和拟态战斗的3D ARPG游戏。
2015年4月24日在大角虫APP发布会上首次公布，5月14日上海童石发起众筹又于20日暂停。2015年4月公布的原开发方上海酷软于当年7月宣布失去授权，但仍于2016年8月6日推出了名为《荣耀》的横版格斗手游，并声称与《全职高手》无关。
2016年ChinaJoy期间北京飞流对外宣布研发计划。2017年2月23日开放预约，3月30日与动画联合发布并开启iOS版封测，5月进行了两轮、9月进行了一轮安卓版封测，11月3日安卓版正式公测。

## 周邊產品
2013年11月，《全職高手》紀念畫冊出版眾籌項目以181%完成度成功 。其後相關周邊產品繼續引爆市場，成為中國大陸網絡文學界周邊產品領域的成功首例。
2016年1月15日正式預購《全職高手》主角葉修1/8手辦，由閱文集團與HobbyMax原型師Kiking共同推出。據瞭解，此次的《全職高手》葉修手辦從2015年初開始企劃，期間經歷了數次修改，從最早的素體初形，到著裝、素體完成體型，再到原型全面精修、細節精修、塗裝，直到2015年歲末才完成了最終原型件。

## 其他商業活動
2016年7月28-31日，全职高手嘉年华在上海举办，包含了嘉宾签售、动画声优挑战决赛、兴欣战队训练室实景还原、原画展、主题咖啡等活动。
2016年9月30日-11月13日、2017年7月5日-9月24日，由上海萌果酱咖啡屋承办主题咖啡厅活动，提供主题餐饮和限定周边。

## 争议
动画第一季宣传声势浩大也反响强烈，放送期间更是争议不断。制作方面，前期分镜、动作、配乐、魔法阵等接连被指抄袭，兼用卡的频繁使用也被认为有碍观影感受；改编方面，时有剧情节奏把控和角色人物理解方面的批评，原作者也曾表达过动画改编对人物塑造的遗憾。第一季完结后，动画总导演、美术监督熊可在个人回顾中直言改编难度大、制作周期紧张，反驳抄袭指控，并称经过本季制作、往后使用兼用卡会更有经验，对评论中关于情节改编的质疑也称经由原作确认。
特别篇片头曲一经公布就因歌名和歌词 Revenge 有悖原作精神引发争议，后经意见收集、投票及与原作商议变更歌名。
2015年3月，起点中文网旗下起点商城发行全职高手主题公交卡，后被发现为违规废旧卡翻新并涉嫌消费欺诈，5月被举报后私信道歉、商城下线并召回产品、承诺赔偿。举证期间还发现此前该商城售出的诸多周边产品存在冒用条形码、产品标识不全等其他违法违规问题。全职高手官微此后销声匿迹5个月，11月叶修手办宣传才重新开始活跃。
2016年10月，天闻角川承制的官方设定集《ALL KNOWS 1》发行，被发现错漏百出，引起广泛质疑。天闻角川后决定停止销售并承诺退回后将销毁处理。
2017年4月，HobbyMax承制的盒蛋在杭州中国国际动漫节上展示，被批评粗制滥造，而先前的叶修手办同样不如人意。HobbyMax回应盒蛋仍在监修阶段，将利用展示期收集粉丝反馈。